# Asarum sakawanum
Asarum sakawanum là một loài thực vật có hoa trong họ Aristolochiaceae. Loài này được Makino mô tả khoa học đầu tiên năm 1895.